# Aleksander Prystor
Aleksander Błażej Prystor (Vilnius, 2 gennaio 1874 – Mosca, 1941) è stato un politico e militare polacco, è stato anche il primo ministro del governo polacco della Seconda Repubblica di Polonia dal 1931 al 1933.